# Anna Cziczerowa
Anna Władimirowna Cziczerowa (ros. Анна Владимировна Чичерова; ur. 22 lipca 1982 w Erywaniu) – rosyjska lekkoatletka, specjalizująca się w skoku wzwyż.
Pierwszy międzynarodowy sukces odniosła na początku swojej kariery zostając w 1999 roku mistrzynią świata juniorek młodszych. W kolejnym sezonie uplasowała się na czwartej lokacie podczas juniorskich mistrzostw świata, a w 2001 została wicemistrzynią Europy juniorek. Zimą 2003 zdobyła brązowy medal halowych mistrzostw świata, a latem tego roku była szósta na mistrzostwach globu. Na koniec sezonu odniosła jeszcze zwycięstwo w igrzyskach wojska. W 2004 została najpierw halową wicemistrzynią świata, a następnie zajęła szóste miejsce podczas igrzysk olimpijskich. Kolejny sezon rozpoczęła od zdobycia złotego medalu halowych mistrzostw Europy – kilka miesięcy po tym sukcesie była czwarta na mistrzostwach świata oraz wygrała uniwersjadę. Szósta zawodniczka mistrzostw Europy (2006). Pierwszy duży sukces w gronie seniorów na stadionie odniosła latem 2007 kiedy została w Osace wicemistrzynią świata ex aequo z Włoszką Antoniettą Di Martino. Uplasowała się na drugiej pozycji podczas igrzysk wojska jesienią 2007. W kolejny sezonie zdobyła brązowy medal igrzysk olimpijskich, a latem 2009 sięgnęła w Berlinie po drugi w karierze srebrny medal mistrzostw świata. Po absencji w sezonie 2010 spowodowanej urodzeniem dziecka 22 lipca 2011 na mistrzostwach Rosji w Czeboksarach ustanowiła rekord Rosji wynikiem 2,07 – to trzeci wynik w historii kobiecego skoku wzwyż oraz najlepszy rezultat na świecie w 2011 roku. Podczas mistrzostw świata w Daegu zdobyła złoty medal z wynikiem 2,03. Na zakończenie sezonu zajęła trzecie miejsce w plebiscycie European Athletics na najlepszą lekkoatletykę Europy przegrywając tylko ze swoimi rodaczkami Mariją Sawinową i Mariją Abakumową. W marcu 2012 zdobyła srebrny medal halowych mistrzostw świata, a w sierpniu została mistrzynią olimpijską. Na koniec roku 2012 ponownie uwzględniona została w rankingu najlepszych lekkoatletek Europy według European Athletics – tym razem zajęła drugie miejsce. W 2013 i 2015 zdobyła brązowe medale podczas mistrzostw świata w Moskwie i Pekinie.
W październiku 2016 roku MKOL opublikował raport, z którego wynika, że Cziczerowa podczas Igrzysk w Pekinie używała niedozwolonego środku (turinabol).
Reprezentantka kraju w meczach międzypaństwowych i pucharze Europy oraz medalistka mistrzostw kraju.
Rekordy życiowe: stadion – 2,07 (22 lipca 2011, Czeboksary); hala – 2,06 (4 lutego 2012, Arnstadt). Rezultaty Cziczerowej są aktualnymi rekordami Rosji.
Jej mężem jest Giennadij Czernowoł – reprezentujący Kazachstan sprinter. Mają córkę, Nikę (ur. 2010).

## Osiągnięcia
| Rok  | Impreza                               | Miejsce           | Pozycja    | Wynik |
| ---- | ------------------------------------- | ----------------- | ---------- | ----- |
| 1999 | Mistrzostwa świata juniorów młodszych | Bydgoszcz         | 1. miejsce | 1,89  |
| 2000 | Mistrzostwa świata juniorów           | Santiago          | 4. miejsce | 1,85  |
| 2001 | Mistrzostwa Europy juniorów           | Grosseto          | 2. miejsce | 1,90  |
| 2001 | Uniwersjada                           | Pekin             | 8. miejsce | 1,85  |
| 2003 | Halowe mistrzostwa świata             | Birmingham        | 3. miejsce | 1,99  |
| 2003 | Mistrzostwa świata                    | Paryż Saint Denis | 6. miejsce | 1,95  |
| 2003 | Światowy finał lekkoatletyczny IAAF   | Monako            | 8. miejsce | 1,83  |
| 2003 | Światowe igrzyska wojska              | Katania           | 1. miejsce | 1,89  |
| 2004 | Halowe mistrzostwa świata             | Budapeszt         | 2. miejsce | 2,00  |
| 2004 | Igrzyska olimpijskie                  | Ateny             | 6. miejsce | 1,96  |
| 2004 | Światowy finał lekkoatletyczny IAAF   | Monako            | 7. miejsce | 1,92  |
| 2005 | Halowe mistrzostwa Europy             | Madryt            | 1. miejsce | 2,01  |
| 2005 | Mistrzostwa świata                    | Helsinki          | 4. miejsce | 1,96  |
| 2005 | Uniwersjada                           | Izmir             | 1. miejsce | 1,90  |
| 2005 | Światowy finał lekkoatletyczny IAAF   | Monako            | 7. miejsce | 1,89  |
| 2006 | Superliga pucharu Europy              | Malaga            | 3. miejsce | 1,92  |
| 2006 | Mistrzostwa Europy                    | Göteborg          | 7. miejsce | 1,95  |
| 2006 | Światowy finał lekkoatletyczny IAAF   | Stuttgart         | 6. miejsce | 1,90  |
| 2007 | Halowe mistrzostwa Europy             | Birmingham        | 5. miejsce | 1,92  |
| 2007 | Mistrzostwa świata                    | Osaka             | 2. miejsce | 2,03  |
| 2007 | Światowy finał lekkoatletyczny IAAF   | Stuttgart         | 3. miejsce | 1,97  |
| 2007 | Światowe igrzyska wojska              | Hajdarabad        | 2. miejsce | 1,96  |
| 2008 | Igrzyska olimpijskie                  | Pekin             | DSQ        | 2,03  |
| 2008 | Światowy finał lekkoatletyczny IAAF   | Stuttgart         | 2. miejsce | 1,99  |
| 2009 | Mistrzostwa świata                    | Berlin            | 2. miejsce | 2,02  |
| 2009 | Światowy finał lekkoatletyczny IAAF   | Saloniki          | 2. miejsce | 2,00  |
| 2011 | Mistrzostwa świata                    | Daegu             | 1. miejsce | 2,03  |
| 2012 | Halowe mistrzostwa świata             | Stambuł           | 2. miejsce | 1,95  |
| 2012 | Igrzyska olimpijskie                  | Londyn            | 1. miejsce | 2,05  |
| 2013 | Mistrzostwa świata                    | Moskwa            | 3. miejsce | 1,97  |
| 2015 | Mistrzostwa świata                    | Pekin             | 3. miejsce | 2,01  |

## Odznaczenia
- Order Przyjaźni (13 sierpnia 2012) – za wielki wkład w rozwój kultury fizycznej i sportu, wysokie osiągnięcia sportowe na zawodach XXX Olimpiady 2012 roku w mieście Londynie (Wielka Brytania)[10]